# Châteaugay
Châteaugay település Franciaországban, Puy-de-Dôme megyében. Lakosainak száma 3143 fő (2022. január 1.). Châteaugay Marsat, Blanzat, Cébazat, Gerzat, Malauzat, Ménétrol és Riom községekkel határos.

## Népesség
A település népességének változása:
| Lakosok száma | 3164 | 3211 | 3235 | 3135 | 3091 | 3105 | 3104 | 3096 | 3143 |
|               | 2013 | 2015 | 2016 | 2017 | 2018 | 2019 | 2020 | 2021 | 2022 |